# کریستینا بوکسا
کریستینا بوکسا (مولداویایی: Cristina Bucșa; ۱ ژانویهٔ ۱۹۹۸) تنیس‌باز زن مولداویایی‌تبار اهل اسپانیا بود.
وی در مسابقات کشوری و بین‌المللی در مجموع برندهٔ ۱ مدال برنز شده است.